# Salto de precisão
O salto de precisão (popularmente conhecido como apenas precisão ou pre) é uma técnica fundamental do Parkour e do Freerunning, que envolve saltar de uma superfície para outra de modo a preservar o corpo desde a saída até a chegada. É uma habilidade muito presente em competições, usada para demonstrar proficiência física e mental dos praticantes. 
Essa técnica é normalmente usada para atravessar lacunas entre edifícios, muros, corrimãos, árvores ou outros obstáculos urbanos entre os praticantes. O objetivo é executar o salto de forma controlada, garantindo que o praticante lide com o impacto e chegue em segurança. 
Embora o Parkour seja uma disciplina que enfatiza a liberdade de movimento e a criatividade, existem alguns princípios a seguir na técnica do movimento.
A precisão pode ser descrita em três partes:
1. Preparação e Saída
2. Decolagem/Transição
3. Cravada (Amortecimento)

Na parte 1, o praticante flexiona as pernas com os braços para trás e prepara a explosão. Logo, sai esticando o corpo o máximo possível para obter altura.
Em segundo lugar, os joelhos são direcionados ao peito e, depois, os pés se posicionam à frente do corpo para organizar a chegada e o centro de gravidade.
Por último, amortece-se com o peito do pé na superfície e rapidamente ajusta-se a postura da cravada (isto é, permanecer totalmente parado). A posição final se baseia em ficar na ponta dos pés e com os joelhos flexionados (aprox. 80º), junto do uso dos braços para se equilibrar.
1. 1 2  parkoursalvador (7 de agosto de 2015). «Salto de Precisão – Técnicas I». Parkour Salvador. Consultado em 5 de agosto de 2023
2. ↑  «Parkour». Brasil Escola. Consultado em 5 de agosto de 2023
3. ↑  «parkour.pt: Salto de Precisão». www.parkour.pt. Consultado em 5 de agosto de 2023
4. ↑  «Salto de Precisão». Explore Parkour. 1 de setembro de 2021. Consultado em 5 de agosto de 2023